# Rouveen
Rouveen este o localitate în Țările de Jos, în comuna Staphorst din provincia Overijssel.